# خاویر کورتینا
خاویر کورتینا (به انگلیسی: Javier Cortina) زاده ۱۲ آوریل ۱۹۸۷ است. او کشتی‌گیر کشور کوبا است.از افتخارات وی می‌توان به کسب مدال برنز وزن ۹۷ در مسابقات قهرمانی کشتی جهان ۲۰۱۴ اشاره کرد. در المپیک لندن در دور اول از ختاگ پلیف کشتی گیر کانادایی شکست خورد.
وی در سال ۲۰۱۶ میلادی در المپیک ریو در وزن ۹۷ کیلو حاضر بود که در دور اول از کایل اسنایدر کشتی گیر آمریکایی شکست خورد و با توجه به حضور این کشتی گیر در فینال، به دیدار شانس مجدد رفت. او در اولین مرحله شانس مجدد به آلبرت ساریتوف کشتی گیر رومانی باخت و از دور رقابت ها کنار رفت.